# ルートヴィヒ・フォン・ブレナー
ルートヴィヒ・フォン・ブレナーまたはブレンナー（Ludwig von Brenner, 1833年9月19日 - 1902年2月9日）は、ドイツの指揮者・作曲家。

## 経歴
ライプツィヒ出身。ライプツィヒ音楽院に学んだ後、サンクトペテルブルクに赴任し、サンクトペテルブルク宮廷楽団の一員としてロシア皇帝のための御前演奏を行なった。1872年にドイツに帰国。1876年に自前のオーケストラ「ベルリン新交響楽団」(Neue Berliner Symphoniekapelle) を設立する。1882年に新たにベルリン・フィルハーモニー管弦楽団が組織されると、その初代指揮者に迎えられ、同年10月17日に同楽団の初舞台を指揮した。1887年に辞任。その後はブレスラウに移って指揮を続けた。
宗教曲の作曲家として特に名高く、《大ミサ曲》4点と《テ・デウム》2点を遺した。ほかに交響詩や序曲などの管弦楽曲も手掛けた。ベルリンにて没。

## 註記
1. 1 2 3  Baker (1919)
2. ↑  
Dzapo, Kyle J (1999). Joachim Andersen: A Bio-Bibliography. Westport, CT: Greenwood Press. pp. 5. ISBN 0313308896